# قشة الحياة

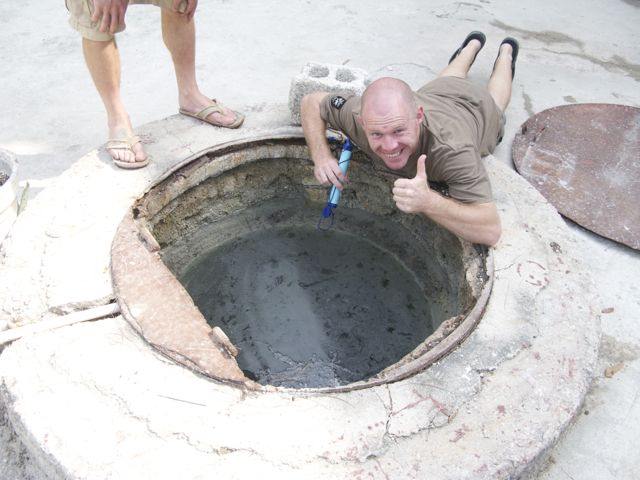
قشة الحياة قبيل استخدامها

قشة الحياة (LifeStraw) هي فلتر للماء مصمم ليتم استخدامه من قبل شخص واحد لتنقية الماء، مما يوفر لهم سلامة الماء الذي يشربونه.
يمكنه أن يرشح 1000 لتر من الماء كحد أقصى، وهذا يكفي احتياجات شخص واحد لمدة عام واحد.
تقوم هذه المراشح بإزالة 99.999% من البكتريا الموجودة في الماء و9,99% من الطفيليات.
قشة الحياة العائلية، هي وحدة أكبر مصممة لتفي باحتياجات العائلة، ولها القدرة أيضا على التخلص من 99.9% من الفيروسات.
يوجد من هذه التقنية نوعان: قشة الحياة، وقشة الحياة العائلية،
والتي هي عبارة عن فلاتر ماء إضافية (متممة) تستخدم في نقطة استهلاك الماءوهي من تصميم الشركة السويسرية فيسترغارد فراندسن للاستخدام الفردي في الدول النامية وللتوزيع في الكوارث الإنسانية.
تستطيع قشة الحياة العائلية تنقية 18,000 لتر من الماء كحد أقصى، بالتالي تستطيع تأمين مياه صالحة للشرب لعائلة مكونة من 5 أفراد ولفترة تصل إلى 3 سنوات، ووزعت قشة الحياة وقشة الحياة العائلة في زلزال هايتي عام 2010، وفي فيضانات باكستان عام 2010، وفي فيضانات تايلاند عام 2011. وفي مقاطعة ميوتومو (Mutomo) في كينيا التي عانت من الجفاف على المدى الطويل، زود الصليب الأحمر الكيني 3,750 من أطفال المدارس و6,750 أسرة بالمرشحات (الفلاتر).

## البنية
قشة الحياة عبارة عن أنبوب بلاستيكي طوله 310 مم وقطره 30 مم،
المياه التي تسحب ضمن هذه القشة، تمر عبر ألياف مجوفة تعمل على تصفيتها من الجسيمات التي يصل عرضها حتى 0.2 ميكرومتر، وذلك باستخدام طرق الترشسح الفيزيائية فقط دون المواد الكيميائية، هذه العملية مدعومة برمتها عن طريق الشفط المماثل لاستخدام قشة الشرب التقليدية، لتقوم بترشيح ما يصل إلى ألف لتر من الماء، في حين أن النماذج الأولية من الفلاتر لا تزيل الجيارديا لامبليا (جياردية معوية) من الماء، فإن قشة الحياة قادرة على إزالة 99.9% من الطفيليات المنقولة بالماء كالجياردية وخفية الأبواغ (كريبتوسبوريديوم).

## الرد النقدي
لقد لقيت قشة الحياة عموما الإشادة والإطراء نظرا لكفاءة طريقتها في إزالة الجراثيم والأوالي (protozoa) ولقبولها لدى المستهلكين.
انتقد باول هيثيرنجتون (Paul Hetherington)، من جمعية وترإيد (منظمة ووتر آيد) الخيرية، قشة الحياة بسبب كونها مكلفة جدا للسوق المستهدفة. كما أشار أيضا إلى مشكلة أخرى مهمة، مرتبطة بوصول الماء إلى العديد من الدول النامية، ولازالت تنتظر أن يتم حلها، ولكنها ليست معنية بالجهاز هذا بحد ذاته.
على الرغم من توافر قشة الحياة للبيع بالمفرق في العالم النامي، إلا أن الغالبية العظمى منها يتم توزيعها كجزء من حملات الصحة العامة، أو كاستجابة لحالات الطوارئ المعقدة من خلال منظمات غير حكومية (منظمة غير حكومية) والمنظمات التي تفسح مجالا للمجان في العالم النامي.
لقد أشيد بقشة الحياة في وسائل الإعلام العالمية، وحصلت على جوائز عديدة منها: جائزة ساتشي (Saatchi) لعام 2008، وجائزة ساتشي للأفكار التي تغيير العالم، وجائزة مؤشر 2005 (INDEX:2005) الدولية للتصميم، «وأفضل اختراع لعام 2005» من قبل مجلة تايم.

## وصلات خارجية
- LifeStraw Website
- Manufacturer website
- Rotary Club of Brynmawr Lifestraw Charity website